# Niña en un sillón azul
Niña en un sillón azul (en francés, Petite fille dans un fauteuil bleu) es una pintura al óleo de 1878 de la pintora estadounidense Mary Cassatt. Está en la colección de la Galería Nacional de Arte, Washington D. C. Edgar Degas colaboró con algunos detalles en la pintura.

## La pintura
La página del museo sugiere que la pintura posiblemente se mostró en la Cuarta Exposición Impresionista de 1879 como Retrato de petite fille.
Para 1877, Cassatt había entrado en franco conflicto con el establecimiento oficial del arte francés y el Salón había rechazado sus dos presentaciones para ese año. Así que cuando Edgar Degas la invitó a unirse a los impresionistas el mismo año, un grupo igualmente descontento con el sistema 'oficial', ella aceptó con entusiasmo. No se llevó a cabo una exposición planificada para 1878, debido a lo que Degas juzgó sería competencia de la Exposición Universal celebrada en París ese año, pero sí realizó lo que equivalía a una exposición propia en la exposición impresionista de primavera de 1879, exhibiendo una docena de óleos y pasteles. Ahora no se sabe con certeza qué obras eran exactamente, pero es probable que Niña en un sillón azul estuviera entre ellas.
Cassatt envió la pintura a la Galería de Arte del pabellón estadounidense en la Exposición Universal de 1878, junto con otra que ahora no se puede identificar. Para su intenso disgusto, fue rechazada, aunque el otro cuadro fue aceptado. Expresó su irritación en una carta de 1903 al marchante de arte parisino Ambroise Vollard, que deja claro cuánto había estado involucrado Degas (también proporcionó la modelo, hija de unos amigos suyos): "Era el retrato de una amiga de M. Degas. Yo había hecho la niña en el sillón y le pareció bien y me aconsejó sobre el fondo y hasta lo trabajó. Lo envié a la sección estadounidense de la gran exposición [de 1878], lo rechazaron. . . Estaba furiosa, tanto más cuanto que él había trabajado en ello. En ese momento, esto parecía nuevo y el jurado estaba formado por tres personas, ¡una de las cuales era farmacéutica!". De hecho, la pintura se cita a menudo como un ejemplo de la influencia de Degas.
Una limpieza y la fotografía infrarroja en la Galería Nacional de Arte han confirmado la contribución de Degas.
La pintura se describe como "deslumbrante con su tono predominante turquesa profundo" y Karen Rosenberg la ha considerado una obra maestra en una reseña del New York Times.
El perro que se muestra dormitando en el sillón junto al de la niña es un grifón de Bruselas. Cassatt probablemente conoció esta raza mientras estaba en Amberes en 1873. Degas le regaló un cachorro que había conseguido de su compañero impresionista Ludovic-Napoléon Lepic, un amante de los perros que los criaba, y Cassatt incluyó al perrito en la obra. La pintura fue comprada a la artista por Ambroise Vollard alrededor de 1903 para su galería, y luego fue adquirida por Hector Brame de París. Fue vendida en 1963 al Sr. y la Sra. de Paul Mellon. Lo prestaron a la Galería Nacional de Arte para exhibiciones y finalmente se lo regalaron en 1983.

## Comentarios
Griselda Pollock declara la pintura como una de las imágenes más radicales de la infancia de la época. Germaine Greer la declara la primera obra impactante de Cassatt: "Como un icono de lo horrible de ser controlado por adultos e ignorado por ellos a la vez, este audaz trabajo difícilmente podría ser mejorado", una visión compartida por Ben Pollitt en su descripción de la pintura: captura el aburrimiento que siente un niño dentro de las limitaciones sociales de un mundo adulto.
John Bullard compara los sofás forrados con los autos de choque en un parque de atracciones. La parte en la que trabajó Degas fue probablemente el parche de piso entre los sillones, así como el juego de luces a través de las ventanas con visillos. Toda la pintura muestra la influencia de Degas en la composición asimétrica y descentrada, a la manera de los grabados japoneses que le había presentado a Cassatt, la pose informal de la figura y la atención centrada en un momento intrascendente en la intimidad. Encuentra en el cuadro una imagen del contento aburrido de una cómoda vida burguesa, aunque la pose ligeramente lánguida y provocativa de la niña es desconcertante.
Judith Barter descarta la idea de que el jurado del Pabellón Estadounidense se sintiera ofendido por la pose despreocupada de la niña. Una pintura bastante similar, en cuanto a la pose, del pintor belga Alfred Cluysenaar había sido aceptada por el Pabellón de Bélgica. Donde diferían era en su tratamiento, Cluysenaar era convencional mientras que Cassatt era radical en su manejo del fondo y más matizado psicologismo. En el retrato de Clusysenaar, su hijo sostiene al espectador una mirada directa y sin complicaciones, mientras que la mirada de la niña de Cassatt es una mirada de soslayo más elusiva que afirma su propia independencia. La motivación apremiante de Cassatt en sus imágenes de niños era su cuidado, reflejando las ideas más avanzadas de la época sobre la maternidad y la crianza infantil. El pastel Madre e hijo (el abrazo de buenas noches), por ejemplo, continúa su preocupación por el patrón similar al de Degas, pero aborda principalmente el fuerte vínculo emocional entre madre e hijo.
La crianza de los hijos estaba reservada exclusivamente a las mujeres, por lo que los pintores representaban poco bebés o niños pequeños. Además, como las pintoras estaban excluidas de los grandes géneros pictóricos considerados nobles, y tampoco practicaban el desnudo, se especializaron en la representación del ámbito doméstico, al que tenían acceso privilegiado.
Según Griselda Pollock, Mary Cassatt "en lugar de mostrar a las niñas y mujeres en su toilette o en el baño, a la manera voyeurista, como hacen Degas o Manet", las representaba como sujetos, y no como cuerpos. Aquí en particular, Cassatt no se limita a representar a una niña en un salón; también traduce la percepción de la pequeña de ese entorno: "el punto de vista desde el que se pintó la habitación es bajo, de modo que las sillas son grandes como si fueran imaginadas desde el punto de vista de una persona pequeña colocada entre enormes obstáculos acolchados. El fondo retrocede repentinamente, lo que indica una sensación de distancia diferente a la de un adulto."
Se hace referencia a la pintura en el influyente ensayo de Harriett Chessman de 1993, Mary Cassatt and the Maternal Body. Extendiendo la noción de Griselda Pollock de los "espacios de la feminidad", Chessman sugiere que Cassatt usó el cuerpo del niño en sus pinturas de madre e hijo como una forma de codificar la sexualidad femenina. Judith Barter observa que en el medio social de Cassatt la única expresión adecuada de la sexualidad de una mujer era su maternidad. En un cuadro como Desayuno en la cama el espectador es consciente de que ha interrumpido un momento íntimo, pero no lo ha hecho de forma indebida. Chessman describe Desayuno en la cama como una alegoría del cuerpo materno.

### Ilustraciones

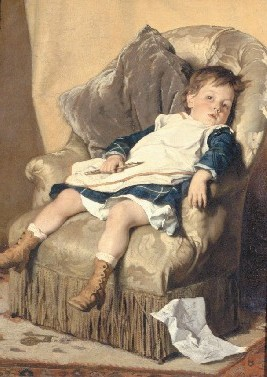
Alfred Cluysenaar, Retrato del hijo del artista, André, 1878, óleo sobre lienzo, 111 x 81,5 cm, Royal Museums of Fine Arts of Belgium 2647.
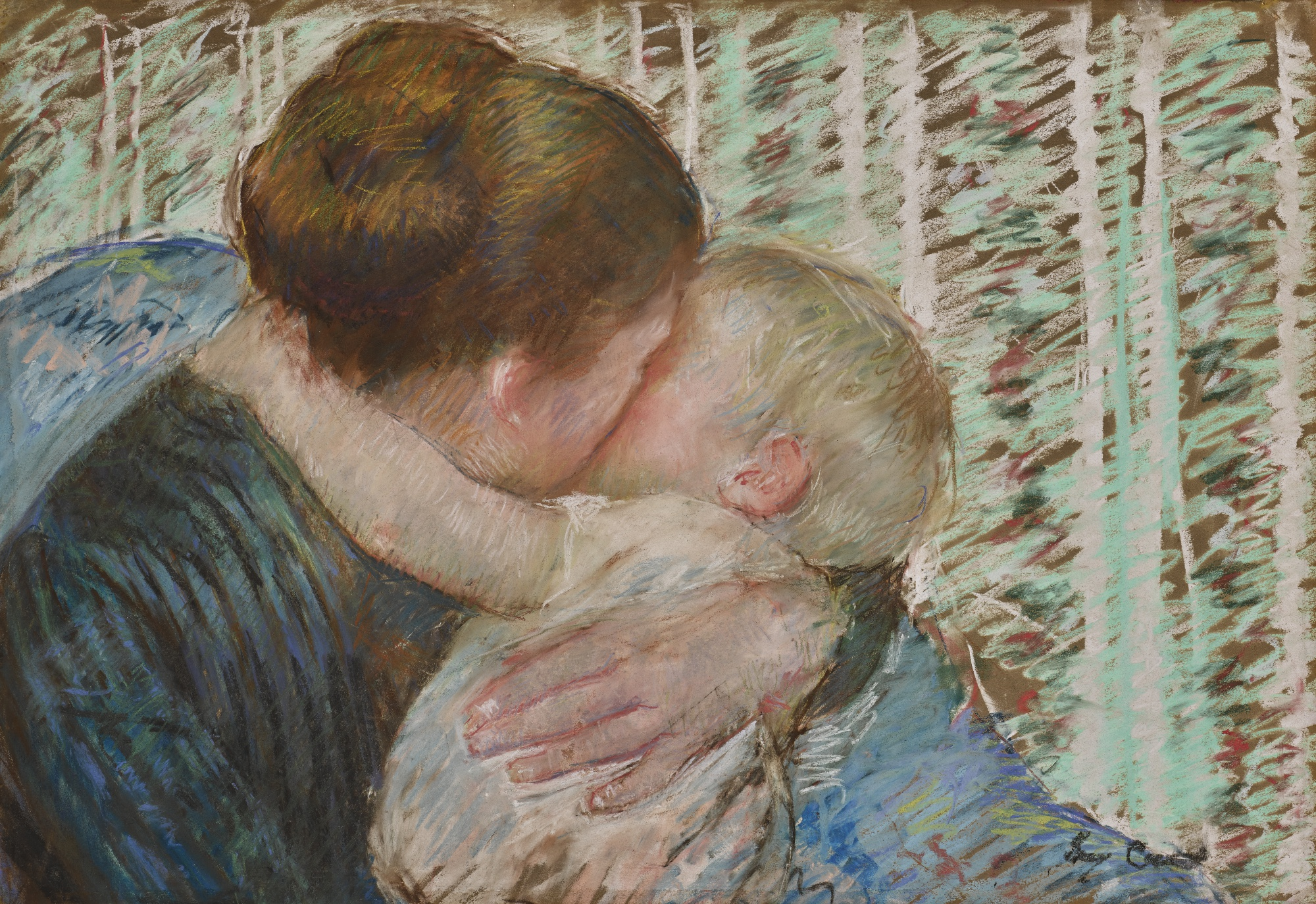
Mary Cassat, Madre e hijo (el abrazo de buenas noches), 1880, pastel sobre papel, 42 x 61 cm, colección privada.
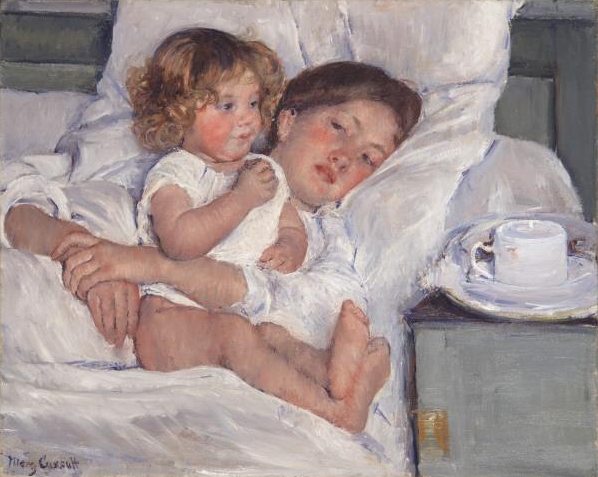
Mary Cassatt, Desayuno en la cama, 1897, óleo sobre lienzo,, 65 x 73,6 cm, Library.